# Casa de Marco Lucrecio
La Casa de Marco Lucrecio es una domus (casa) de la época romana, enterrada durante la erupción del Vesubio en el año 79 y encontrada tras las excavaciones arqueológicas en la antigua Pompeya: también llamada la Casa delle Suonatrici (Casa de las Músicas), debe su nombre al de su presunto propietario, Marco Lucrecio.

## Historia y descripción
La casa, sepultada bajo un manto de cenizas y lapilli durante la erupción del Vesubio en el año 79, salió a la luz en una campaña de excavación que tuvo lugar entre 1846 y 1847, en a la Via Stabiana y ocupa una superficie de aproximadamente seiscientos veinticinco metros cuadrados.

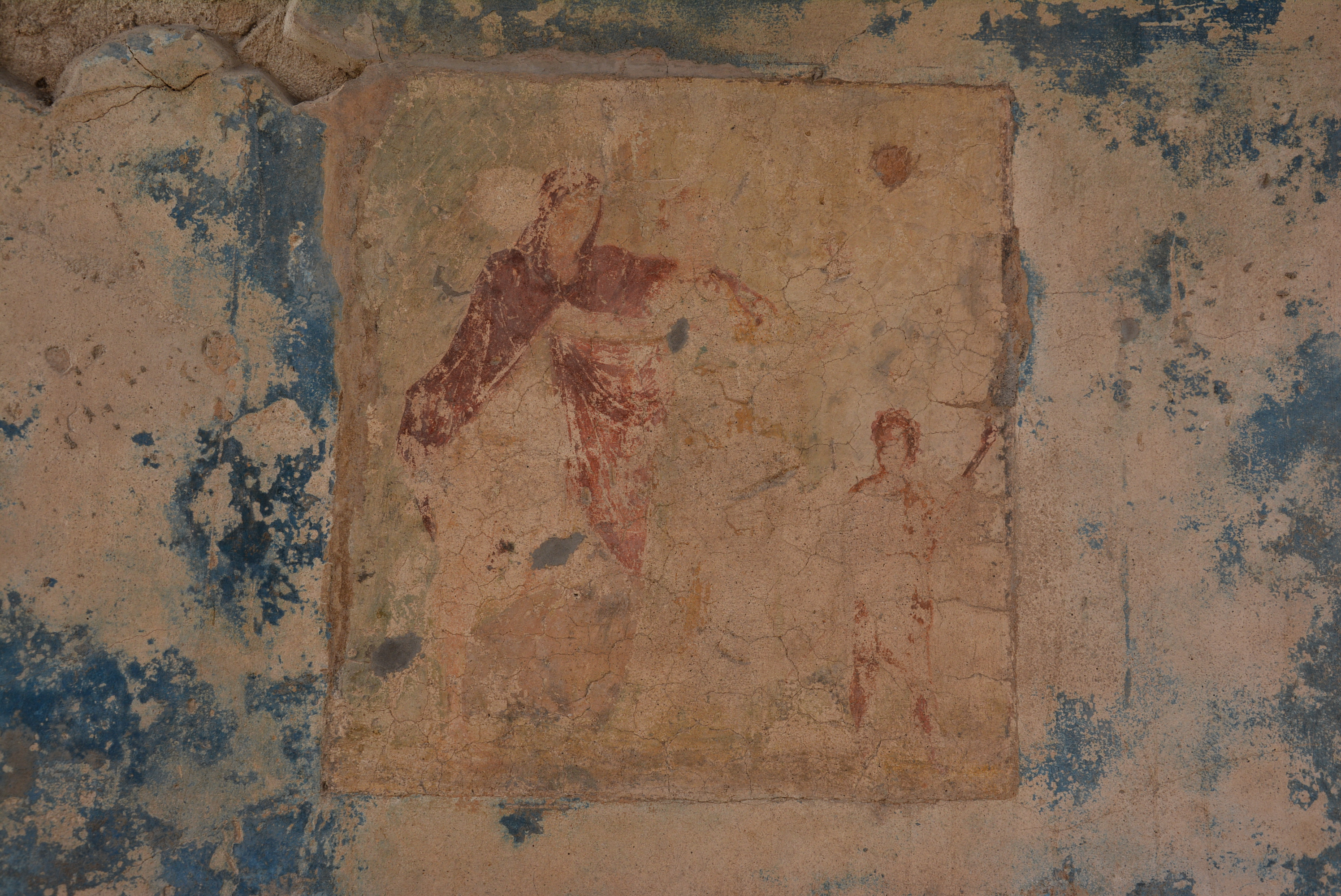
El fresco de las músicas que dieron nombre a la casa.

La entrada está decoradas en el cuarto estilo, un tipo de decoración también presente en el resto de la casa, con paredes con revestimiento rojo y una zona central azul, que lleva en el centro una pequeña pintura, una que representa a un grupo de mujeres músicas, a las que la casa debe su primer nombre, y la otra que retrata a Ceres; una puerta conduce a una pequeña habitación que a su vez lleva al atrio o a una escalera para acceder al piso superior, que se derrumbó tras la erupción. Una vez superadas la entrada, se entra en el atrio: este tiene un impluvium central, mientras que gran parte de la decoración mural se ha perdido; de hecho, solo se conservan algunos fragmentos de estuco y parte de un larario situado en el lado derecho de la pared del fondo.
A lo largo de las paredes izquierda y derecha hay dos cubículos y un ala de la casa. A la izquierda, el primer cubículo tiene un revestimiento amarillo y una zona central del mismo color pero en tonos más suaves, con paneles centrales que representan escenas mitológicas, como Sátiro con Ménade en la pared norte, Narciso con Cupido en la pared oeste y Venus y Cupidos en la pared este, esta última conservada en el Museo Arqueológico Nacional de Nápoles; la sala se completa con representaciones de figuras humanas y dibujos arquitectónicos. El segundo cubículo presenta una decoración similar a la anterior, con pequeños paneles en la zona central que representan a Venus la Pescadora en la pared norte, a Polifemo recibiendo una carta de Galatea en la pared oeste y a Frixo y Hele en la pared este, esta última en el Museo Arqueológico Nacional de Nápoles; pequeños medallones al fresco completan la sala. En el extremo del lado izquierdo se encuentra el ala, con paredes rojas y amarillas y dos puertas, una que conduce a la cocina y las letrinas y la otra a una pequeña habitación escasamente decorada.

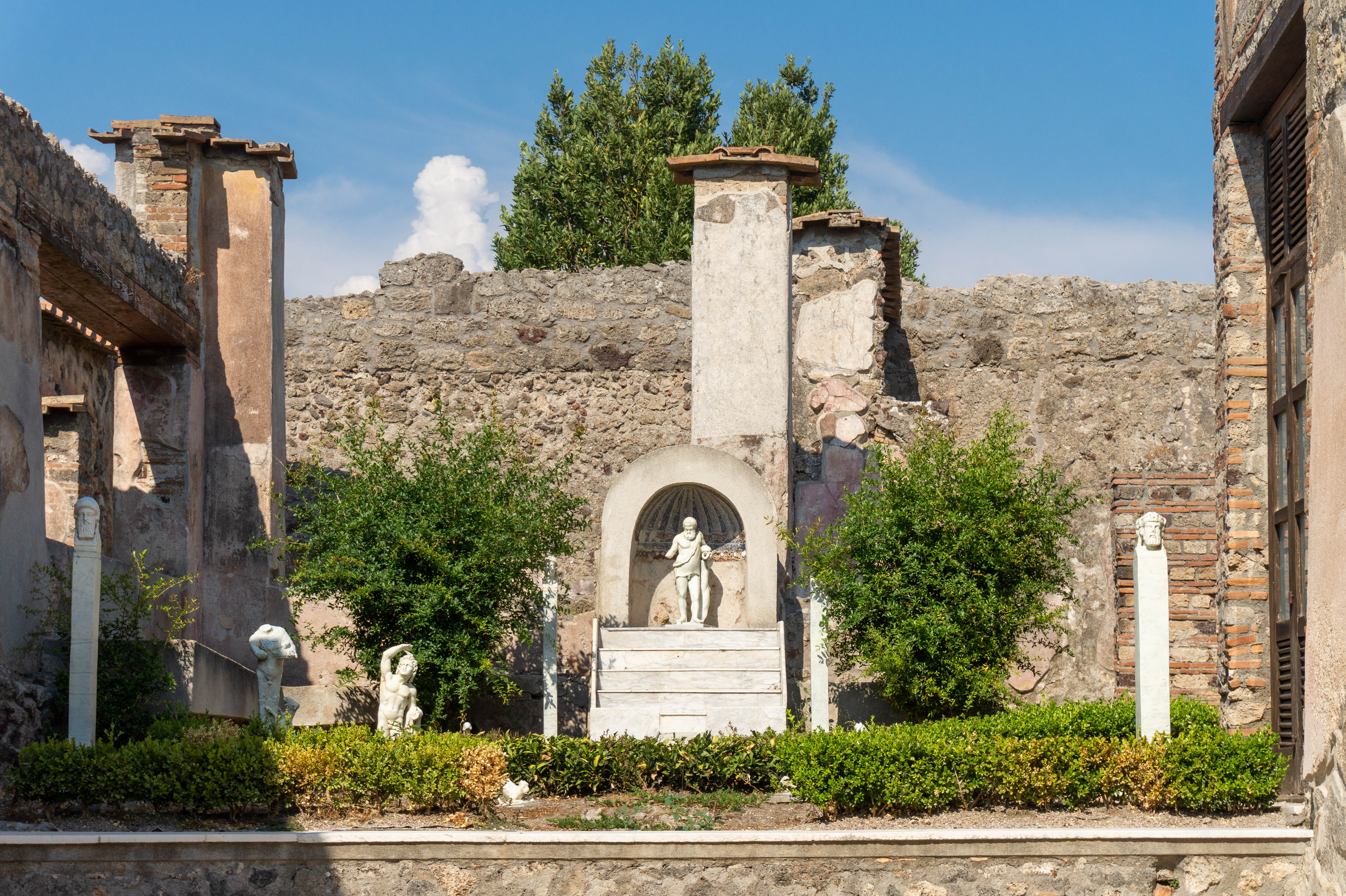
Jardín de la casa

Los cubículos del lado derecho tienen zócalos amarillos y paneles blancos: el primero tiene escenas centrales con representaciones de Selene y Endimión en la pared oeste, Quirón y Aquiles en la pared sur y una nereida sobre un delfín en la pared este, mientras que el segundo tiene a Galatea en la pared oeste, a Cipariso en la pared sur y a Galatea y Polifemo en la pared este; ambas salas están rematadas con pinturas de figuras humanas y mitológicas. El ala del lado derecho tiene paneles rojos y amarillos sobre una banda de color rojo oscuro con rectángulos adornados con dibujos de elementos de la vida marina: se han eliminado los cuadrados centrales y se desconocen los temas, excepto uno que representa a un poeta y a un comediante; la sala se completa con un friso decorado con frescos de arquitectura fantástica y un suelo de mosaico en blanco y negro. El atrio da paso al tablinum: presenta escasos restos de decoraciones de estuco, así como los cuadrados centrales de las dos paredes laterales que han sido eliminados, sin dejar rastro del tema; en cambio, se co

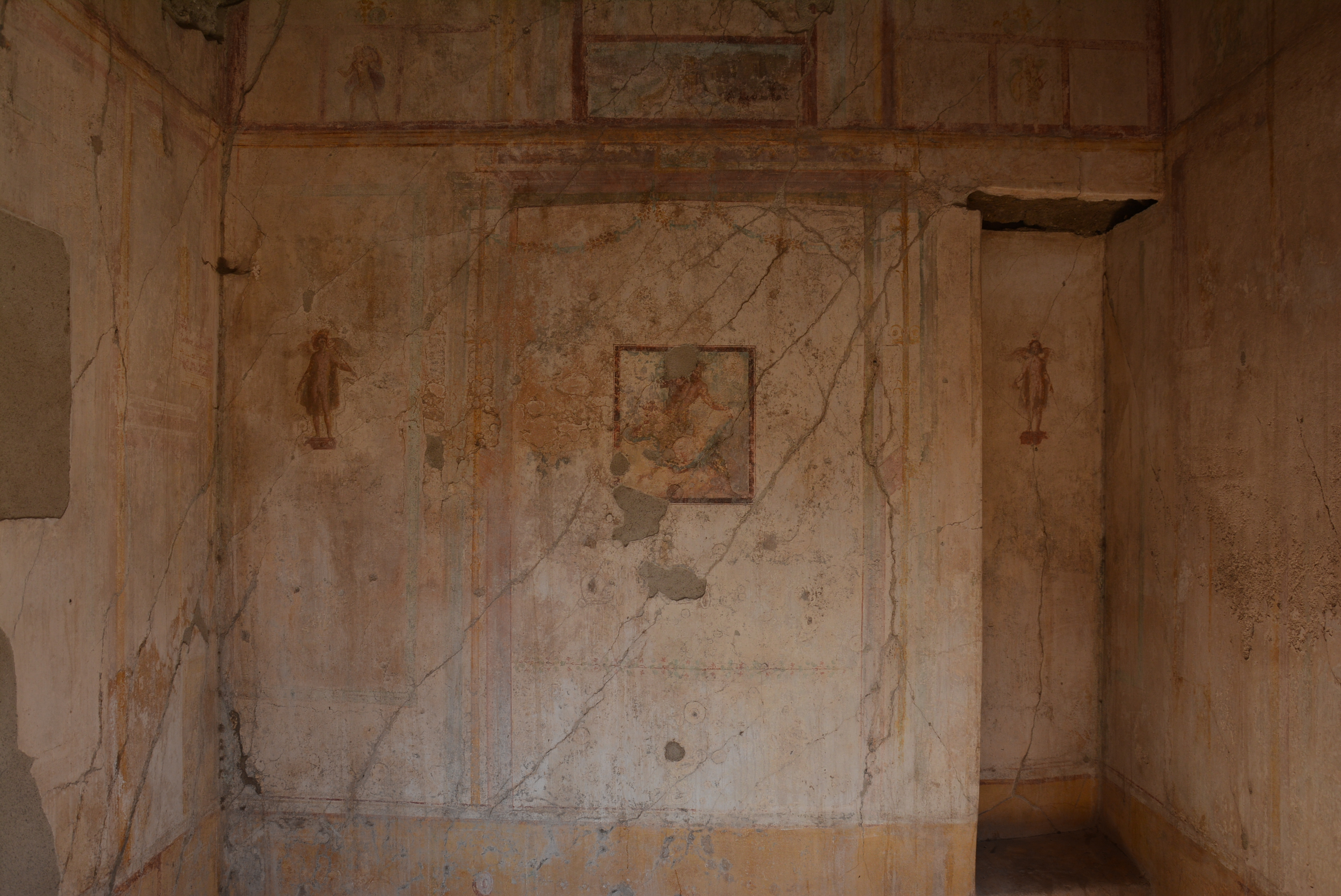
Un cubículo

Al lado del tablinum, y también con acceso desde el atrio, se encuentra el triclinio: las paredes tienen un zócalo negro con rectángulos amarillos enriquecidos con motivos florales y una zona mediana dividida en paneles rojos y amarillos enriquecidos con escenas mitológicas, todos desprendidos y conservados en el Museo Arqueológico  Nacional de Nápoles, como el Triunfo de Baco que estaba en la pared norte y Hércules con un ónfalo en la pared este, mientras que el de la pared sur se ha perdido; el suelo es un mosaico blanco y negro.
Desde el atrio, en el lado izquierdo del tablinum, una escalera conduce a dos salas que dan al jardín; estas están decoradas con frescos de paneles rojos separados por columnas pintadas, la otra con pequeños paneles en amarillo y rojo sobre fondo blanco: es en esta sala donde se encontró el fresco que da nombre a la casa, es decir, un pequeño cuadro que muestra un instrumentum scriptorium con una carta dirigida a Marco Lucrecio, decurión de Pompeya y sacerdote de Marte. En el jardín, al que se ve a través de un gran ventanal tanto el tablinum como el triclinium, ya visible desde la entrada, hay una fuente de mármol, decorada en una hornacina con un mosaico, adornada con una estatua de un Sileno con un odre  del que manaba agua, que, a través de un corto canal, alimentaba una pila circular: en el jardín había estatuillas que representaban a Dioniso, sátiros y animales; también son característicos los caños y grifos, encontrados intactos. En el lado norte del jardín se encuentran grandes habitaciones de servicio, resultado de la unión de otra casa, que a su vez consta de vestíbulo, atrio, tablinum y escalera de acceso a la planta superior.